# شهر مرزی (مجموعه تلویزیونی فنلاندی)
شهر مرزی (فنلاندی: Sorjonen) یک مجموعه تلویزیونی فنلاندی در ژانر جنایی|درام جنایی و نوآر نوردیک به کارگردانی میکو اویکونن است. از جمله بازیگران آن می‌توان به ویله ویرتانن اشاره کرد. این مجموعه در ۱۶ اکتبر ۲۰۱۶ منتشر شد.